# Varanus spinulosus
Varanus spinulosus es una especie de escamoso de la familia Varanidae.

## Distribución geográfica
Es endémica del archipiélago de las islas Salomón (Papúa Nueva Guinea e Islas Salomón).